# Heiko Burmeister
Heiko Burmeister (* 18. Mai 1965) ist ein ehemaliger deutscher Handballspieler und jetziger -trainer.
Bis 1981 war Burmeister zehn Jahre lang als Leichtathlet aktiv, bevor er mit dem Handballspielen begann. Von 1987 bis 1990 spielte er beim ESV Lok Hoyerswerda und bei Wissenschaft Freiberg in der 2. Liga der damaligen DDR. 1990 wechselte Burmeister zur TSG Oßweil, mit der ihm 1991 der Aufstieg in die 2. Bundesliga gelang. 1991 wechselte er zur SG Schorndorf, mit der er 1994 in die Verbandsliga aufstieg. Ab 1994 war Burmeister als Spielertrainer tätig, zuerst für die SG Schorndorf, dann in Weinstadt und beim TV Oeffingen.
Ab der Saison 2001/02 bis 2008 war Burmeister als Co-Trainer des Zweitligisten TV Kornwestheim tätig. Ab März 2004 war er zudem Trainer des LHV Hoyerswerda in der Regionalliga. Während der Saison 2005/06 war Burmeister interimsweise auch Cheftrainer der Zweitligamannschaft des TV Kornwestheim. Von 2008 bis 2011 war er Trainer des Landesligisten SG Schorndorf. Ab März 2011 war Burmeister Trainer des Drittligisten TSG Söflingen. Im November 2011 wurde er in Söflingen entlassen. Ab März 2012 war Burmeister als Co-Trainer des TV Bittenfeld unter Günter Schweikardt tätig. Der Inhaber der A-Lizenz als Handballtrainer übernahm im März 2013 zusammen mit Jürgen Schweikardt bis zum Saisonende das Traineramt des Zweitligisten aus Bittenfeld, nachdem Günter Schweikardt als Trainer zurückgetreten war. In der Saison 2013/14 war Burmeister erneut als Trainer des LHV Hoyerswerda in der Oberliga tätig. Er verließ Hoyerswerda aber bereits während der Saison im Januar 2014. Ab der Saison 2015/16 bis zum Saisonende 2020/21 war Burmeister Trainer der SF Schwaikheim in der Württembergliga.
Burmeister ist gelernter Versicherungs-Kaufmann. Er wohnt in Winterbach. Sein Sohn Florian Burmeister ist ebenfalls Handballspieler.